# Chevaliers qui disent « Ni ! »
Les Chevaliers qui disent «  Ni ! », également appelés les Chevaliers du Ni, est le nom d'un groupe de chevaliers imaginaires rencontrés par le personnage du roi Arthur et ses compagnons chevaliers dans le film Monty Python : Sacré Graal ! (1975) de Terry Gilliam et Terry Jones.
Dans le film, grâce à la puissance de leur cri «  Ni ! », ces chevaliers terrifient le groupe accompagnant le roi Arthur et refusent de les laisser passer à travers leur forêt, à moins d'être apaisés par le don d'un « jardinet »  (en version originale, ils demandent un « shrubbery », c'est-à-dire un arbrisseau).

## Description
La silhouette des Chevaliers qui disent «  Ni ! » apparaît dans un bois brumeux, portant des toges et des casques à cornes. Il n'est pas évident de connaître le nombre de chevaliers présents, mais il y en a au moins six.
Le chef des chevaliers (Michael Palin), est le seul à parler au groupe du roi Arthur. Il mesure presque le double de sa taille et porte un grand heaume décoré de longs bois de cerf. Les autres chevaliers aussi sont grands, mais restent dans des proportions humaines, et portent des salades équipées de visières et décorées avec des cornes de vache.
Le chef des chevaliers qui disent «  Ni ! » explique à Arthur qu'ils sont les gardiens des mots sacrés « Ni », «  Peng » et « Neee-Wom ». Arthur confie alors à Sire Bédivère : « Ceux qui les entendent vivent rarement assez longtemps pour aller raconter leur histoire ! ».

## Quêtes
Les Chevaliers qui disent «  Ni ! » exigent un sacrifice, et quand Arthur déclare qu'il souhaite simplement traverser les bois, ils commencent à crier «  Ni ! », forçant le groupe du roi à reculer, à cause de la peur qu'ils inspirent. Après cette démonstration de puissance terrifiante, le chef des chevaliers qui disent «  Ni ! » menace de recommencer à dire «  Ni ! » à moins que les voyageurs ne les apaisent avec un arbrisseau, sans quoi ils ne traverseront jamais la forêt vivants.
Quand Arthur remet en question la demande, les chevaliers crient à nouveau «  Ni ! » jusqu'à ce que les voyageurs acceptent de leur apporter un jardinet, dont le chef des chevaliers précise qu'il doit être « plutôt joli et pas trop cher »,.
Afin de tenir leur promesse, le groupe du roi se rend dans un petit village, où Arthur et Bédivère demandent à une vieille femme si elle sait où ils pourraient obtenir un jardinet. La femme les interroge et Arthur admet qu'ils en cherchent un pour les Chevaliers qui disent «  Ni ! » ; en conséquence, elle refuse de coopérer. Mais Arthur menace de lui dire «  Ni ! » si elle ne les aide pas. Malgré son insistance, la vielle femme refuse toujours. Arthur se résout donc à lui crier «  Ni ! ». Cependant Bédivère, qui a du mal à prononcer ce mot sacré, le prononce «  Nou  ! », jusqu'à ce qu'Arthur lui montre la bonne technique. Alors que la vieille femme recule devant cet assaut combiné, ils sont interrompus par Roger le Jardinier (en anglais « Roger the Shrubber »), qui déplore le manque de loi et d'ordre qui permet aux voyous de dire «  Ni ! » à une vieille femme. Arthur obtient ensuite un arbuste de Roger et l'apporte aux Chevaliers du Ni. 
Le chevalier en chef reconnaît que « C'est un bon jardinet », mais affirme qu'ils ne peuvent pas permettre à Arthur et ses compagnons de passer à travers le bois, car ce ne sont plus les Chevaliers qui disent «  Ni ! » Ce sont maintenant les Chevaliers qui disent « Ekke Ekki Ekki Ekki Pa-tang Zoo Boing ! » et, de ce fait, ils doivent tester Arthur de nouveau.
Incapable de prononcer ce nouveau nom, Arthur les nomme « Chevaliers qui jusqu'à récemment disaient "Ni !" » et s'enquiert de la nature du test. Le chevalier en chef exige « un autre » jardinet, à placer à côté du premier, mais légèrement plus haut ; puis Arthur « doit abattre l'arbre le plus grand de la forêt — avec un hareng ! », le chevalier présentant le hareng à utiliser.
Mais Arthur s'oppose à eux, affirmant : « Il est impossible de faire ça ! », après quoi les Chevaliers du Ni reculent comme apeurés et blessés. On se rend rapidement compte que les chevaliers du Ni sont incapables de résister au mot « il » (en anglais it), ce que le groupe d'Arthur ne peut éviter de dire. Les chevaliers du Ni sont alors rapidement neutralisés par ce mot, que même le chevalier en chef ne peut cesser de répéter, permettant à Arthur et à ses compagnons de s'échapper.